# Římskokatolická farnost Třebenice
Římskokatolická farnost Třebenice (lat. Trebnicium) je církevní správní jednotka sdružující římské katolíky na území města Třebenice a v jeho okolí. Organizačně spadá do litoměřického vikariátu, který je jedním z 10 vikariátů litoměřické diecéze. Centrem farnosti je kostel Narození Panny Marie v Třebenicích.

## Historie farnosti
První zmínka o farní lokalitě pochází z roku 1227. Datum založení farnosti není doložen, avšak matriky jsou vedeny od roku 1671.

### Duchovní správcové vedoucí farnost
Začátek působnosti jmenovaného v duchovní správě farnosti od roku:
- 1397 Gulielmus
  - Henslin
  - Petrus
- 1408 Wenceslaus
- 1418 Simon
- 1422 Nicolaus z H. Týna
- 1599 Andreas
- 1600 Gallenus Zemánek
- 1601 Albrecht.
- 1610 Barthol. Brtík
  - Laurent. Racinger
- 1622 Laurentius Rakowniczky
- 1629 Wenceslaus Stephanus Puchowsky
- 1631 Thomas Sebastianus Pedander, † 16. 2. 1634
- 1634 Ioannes Carolus Pustimirzsky O.Cr.
- 1645 Daniel Franciscus Jareth
- 1649 Vitus Aloysius Hortulus
- 1664 Ioannes Faber
- 1667 Georgius Popelka
- 1673 Bartholomeus Halla
- 1673 Norbertus Wenceslaus Zayetius
- 1675 Ioannes Nicolaus Mysser
- 1678 Wenceslaus Aloysius Gedliczka
- 1681 Samuel Antonius Josephus Schop
- 1691 Christophorus Jacobus Saiferth
- 1693 Simon Augustinus Lux
- 1702 Jacobus Suibertus Sendess
- 1709 Maximilianus de Czukmantel
- 1725 Franciscus Antonius Soffsky, † 8. 9. 1733
- 1733 Godefridus Bettmann n. 1704 Velvary, † 29. 7. 1769
- 1769 Josef Hrdliczka, † 30. 4. 1792
- 1792 Josef Zalud, † 23. 3. 1796
- 1796 Ioann. Krziwanek, † 20. 10. 1800
- 1802 Ignat. Seifert, n. 9. 3. 1751 Citoliby, o.  1782, † 4. 5. 1821
- 1821 Josef Michel, n. 10. 1. 1786 Kr. Lípa, o. 9. 4. 1809, † 11. 10. 1837
- 1838 par. vacat, cap. Karel Kerka
- 1839 Mich. Feresch, n. 29. 9. 1802 Borzim. o. 4. 9. 1827, † 28. 2. 1878
- 1879 Josef Kořínek, n. 11. 12. 1828 Újezd, o. 25. 7. 1854, † 7. 8. 1902
  - 1888–1889 Rudolf Vrba, kaplan, n. 6. 10. 1860 Bělá p. Bezdězem, o. 1887, † 18. 10. 1939 Mladá Boleslav
- 1901 par. vacat admin. interc. Joann. Huja
- 1902 Josef Wencesl. Bouchal, n. 9. 5. 1864 Lišov, o. 22. 5. 1887, † 30. 8. 1917
- 1917 par. vacat admin. interc. Josef Horký
- 1919 Josef Horký, n. 24. 12. 1889 Ruschowan, o. 5. 7. 1914, † 1943 koncentrační tábor Dachau
- 1. 2. 1946 Václav Hortlík
- 1. 9. 1976 Ladislav Kubíček
- 15. 11. 1977 Josef Batta
- 1. 11. 1993 Jiří Voleský
- 1. 3. 1996 Józef Szeliga
- 4.11. 1996 Antoni Kośmidek
- 1999 Ladislav Kubíček, † 11. 9. 2004 na třebenické faře zavražděn zloději
- září 2004 farnost byla administrována excurrendo z Libochovic, přičemž na faře bydlel libochovický kaplan, obstarávající v Třebenicích bohoslužby
- 2010 Tomasz Dziedzic, administrátor farnosti; od 1. 5. 2015 byl jmenován v Třebenicích farářem
- 1. 3. 2019 Wojciech Szostek, admin. exc. z Libochovic
- 1. 10. 2023 Lukáš Hrabánek, admin. exc. z Libochovic[3]

Kromě kněží stojících v čele farnosti, působili ve farnosti v průběhu její historie i jiní kněží. Většinou pracovali jako farní vikáři, kaplani, katecheté, výpomocní duchovní aj.

### Kněží rodáci
- Paulus Sladek

## Území farnosti
Do farnosti náleží území těchto obcí:
- Třebenice (Trebnitz[p 2])
- Chodovlice (Chodowlitz[p 2])
- Jenčice (Jentschitz[p 2])
- Kololeč (Kolloletsch[p 2])
- Košťálov (Kostial[p 2])
- Úpohlavy (Opolau[p 2])

## Římskokatolické sakrální stavby na území farnosti
| | Fotografie            | Stavba                      | Místo                 | Bohoslužby                      | Zeměpisné souřadnice             | Status                | Číslo kulturní památky           |
| Kostel a fara s kaplí | Kostel a fara s kaplí | Kostel a fara s kaplí       | Kostel a fara s kaplí | Kostel a fara s kaplí           | Kostel a fara s kaplí            | Kostel a fara s kaplí | Kostel a fara s kaplí            |
| --- | --------------------- | --------------------------- | --------------------- | ------------------------------- | -------------------------------- | --------------------- | -------------------------------- |
| 1. |                       | Kostel Narození Panny Marie | Třebenice             | bližší informace o bohoslužbách | 50°28′34″ s. š., 13°59′25″ v. d. | farní kostel          | 42934/5-2370 (Pk•MIS•Sez•Obr•WD) |
| 2. |                       | Fara s kaplí                | Třebenice             | bližší informace o bohoslužbách | 50°28′37″ s. š., 13°59′23″ v. d. | oratorium na faře     | 43623/5-2372 (Pk•MIS•Sez•Obr•WD) |
| Kaple |                       |                             |                       |                                 |                                  |                       |                                  |
| 3. |                       | Kaple Nejsvětější Trojice   | Úpohlavy              | bližší informace o bohoslužbách | 50°27′50″ s. š., 14°2′7″ v. d.   | kaple                 | 43231/5-2402 (Pk•MIS•Sez•Obr•WD) |
| 4. |                       | Kaple sv. Bartoloměje       | Chodovlice            | bližší informace o bohoslužbách | 50°27′48″ s. š., 13°59′36″ v. d. | kaple                 | —                                |
| 5. |                       | Kaple                       | Kololeč               | neslouží se pravidelně          | 50°28′42″ s. š., 13°58′31″ v. d. | kaple                 | —                                |
| 6. |                       | Kaple Narození Panny Marie  | Jenčice               | bližší informace o bohoslužbách | 50°29′1″ s. š., 14°0′11″ v. d.   | kaple                 | —                                |
| 7. |                       | Kaple sv. Anny              | Jenčice               | neslouží se pravidelně          | 50°29′16″ s. š., 14°0′3″ v. d.   | kaple                 | —                                |
| Některé drobné sakrální stavby a pamětihodnosti lze dohledat zde v databázi Drobné sakrální památky Zaniklé sakrální stavby lze dohledat zde v databázi Poškozené a zničené kostely, kaple a synagogy v České republice |                       |                             |                       |                                 |                                  |                       |                                  |

Ve farnosti se mohou nacházet i další drobné sakrální stavby, místa římskokatolického kultu a pamětihodnosti, které neobsahuje tato tabulka.

## Galerie

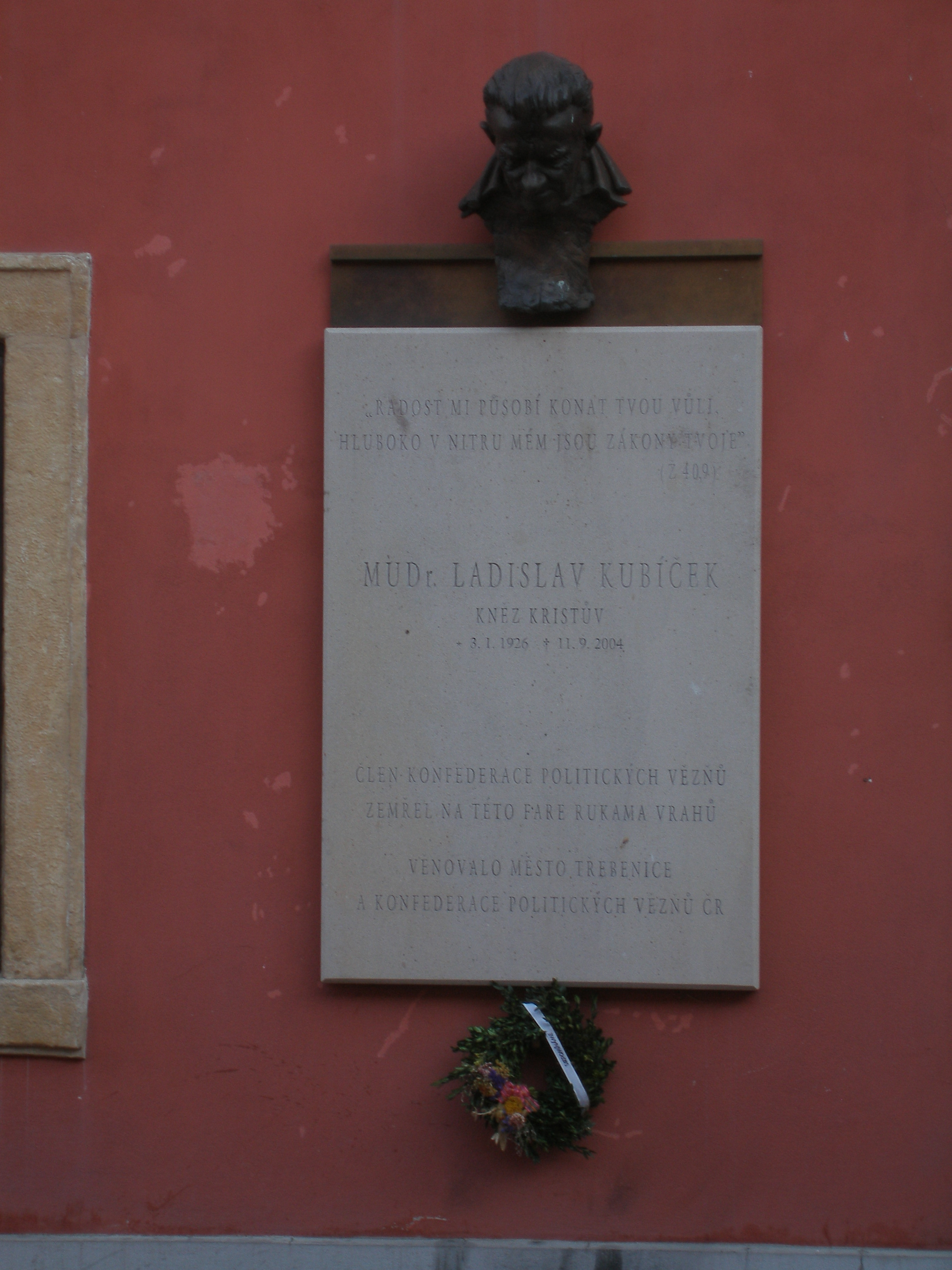
Pamětní deska P. Ladislava Kubíčka na faře v Třebenicích
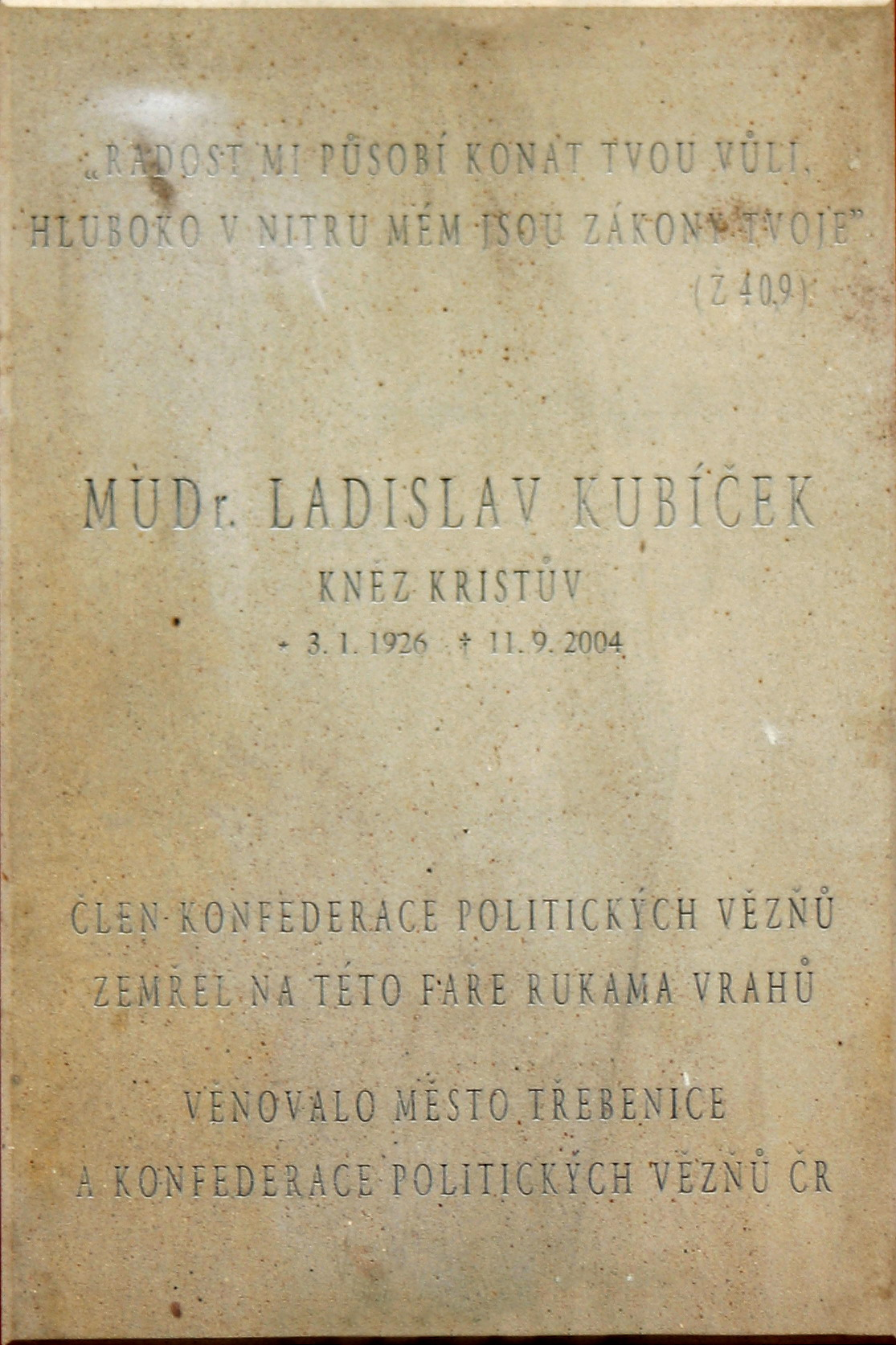
Pamětní deska P. Ladislava Kubíčka
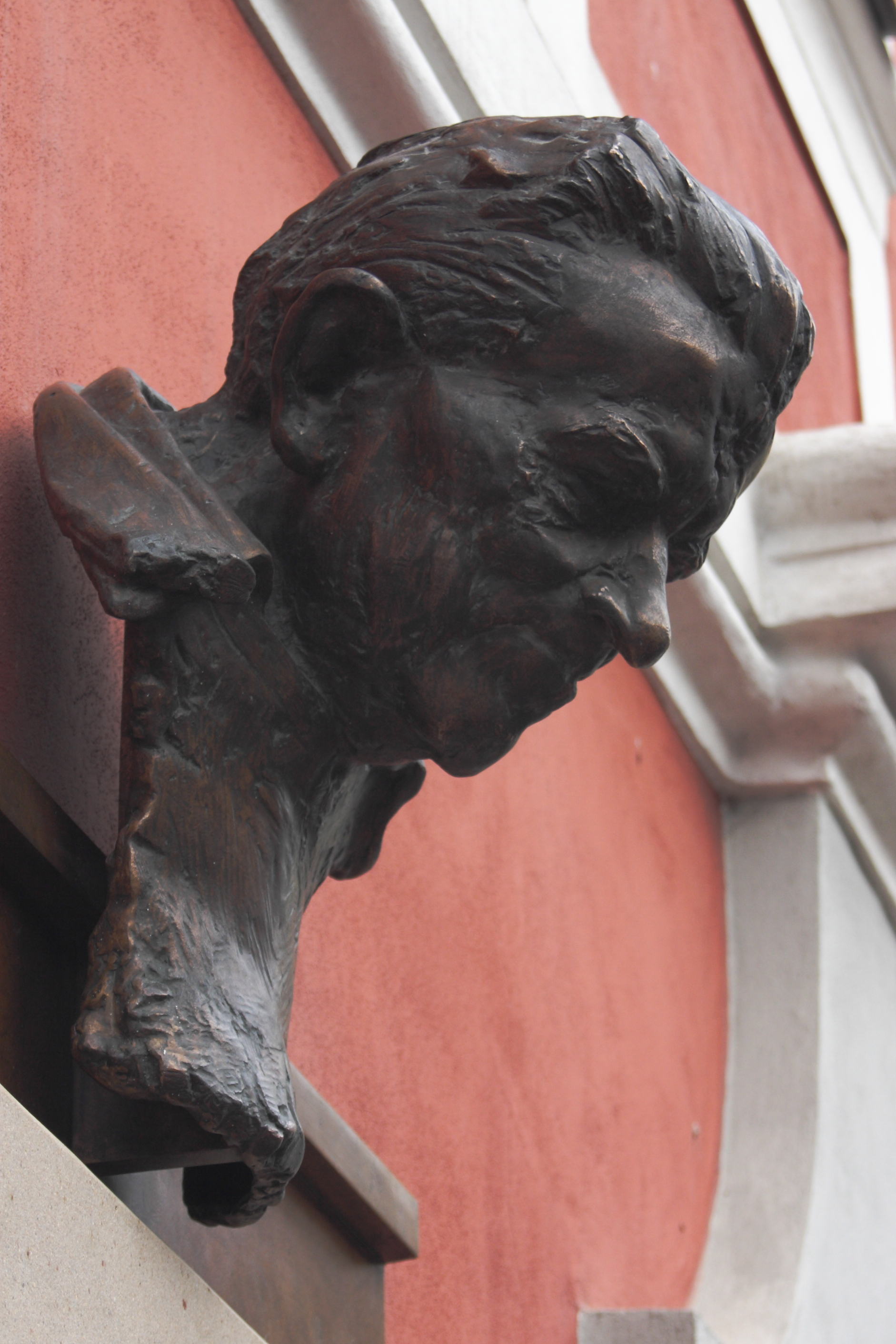
Busta P. MUDr. Ladislava Kubíčka z pamětní desky na zdi fary v Třebenicích, autor akad. sochař Libor Pisklák
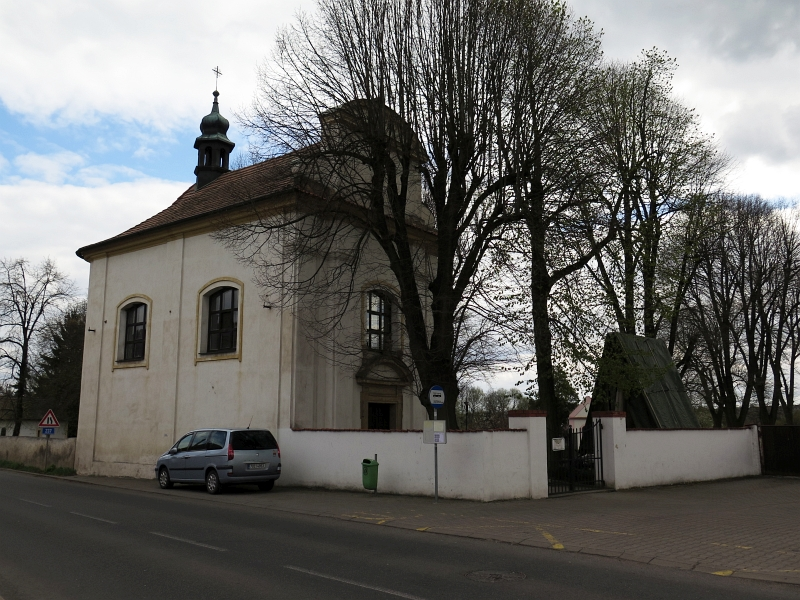
Hřbitovní kaple v Třebenicích
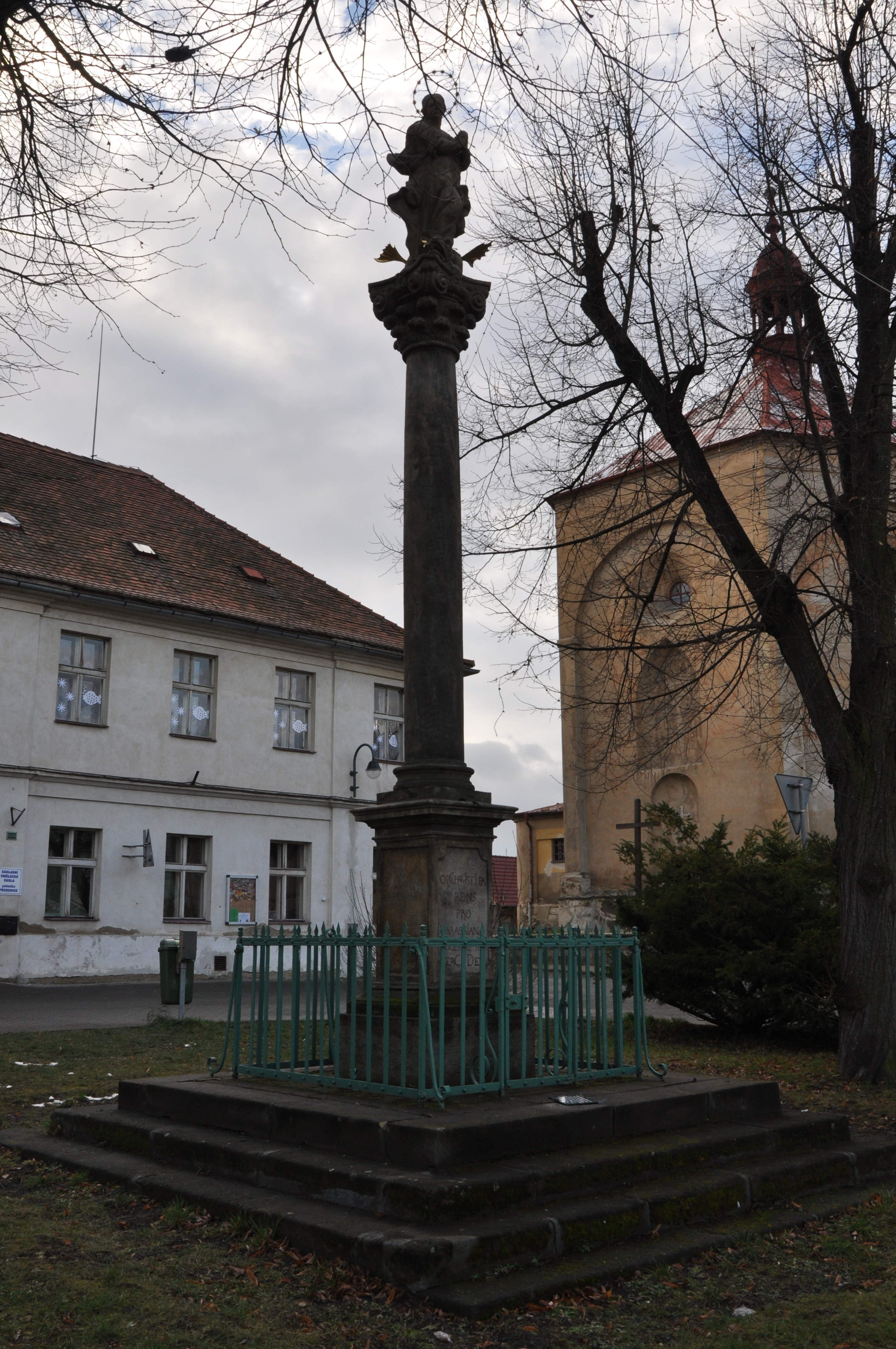
Mariánský sloup, Třebenice
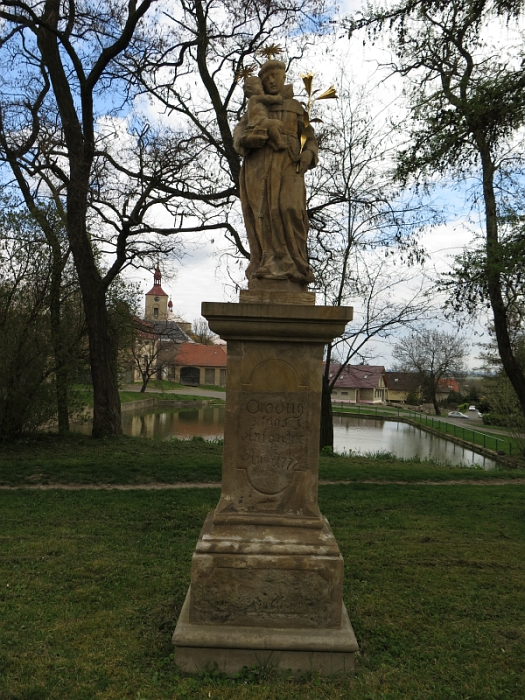
Socha sv. Antonína, Třebenice
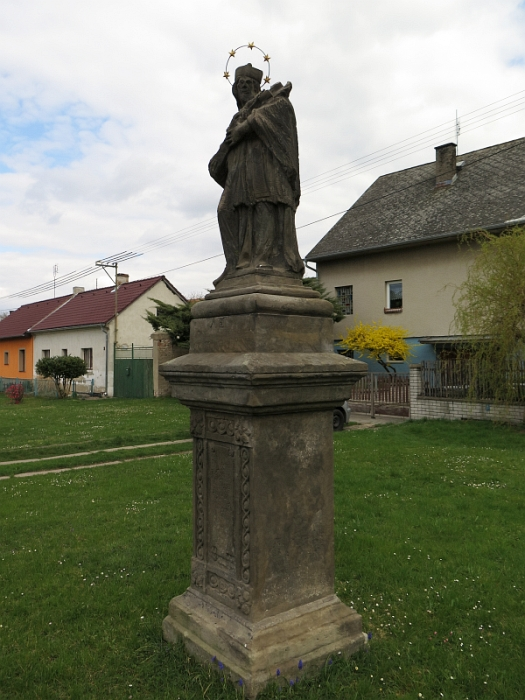
Socha sv. Jana Nepomuckého, Kololeč